# Мацукавський інцидент
37°39′59″ пн. ш. 140°28′30″ сх. д. / 37.66638889° пн. ш. 140.475° сх. д.
Мацукавський інцидент (松川事件) — розслідування аварії, що сталася рано вранці 17 серпня 1949 року, коли пасажирський поїзд JNR Class C51 зазнав аварії (зійшов із рейок і перекинувся) між станціями Мацукава і Канаягава на лінії Тохоку в японській префектурі Фукусіма. У цій катастрофі загинуло три члени паровозної бригади: 49-річний шляховий інженер, 27-річний і 32-річний кочегари. За результатами первинної перевірки було виявлено, що гайка на різьбовому з'єднанні шляху була наперед відкручена (причому гайковий ключ був знайдений в околицях) а зі шпал витягнуто дуже багато шипів.
Розпочати після інциденту розслідування взяв на себе японський уряд, який незабаром звинуватило в організації аварії Комуністичну партію Японії та Національного союзу залізничників. У цій справі були заарештовані двадцять профспілкових активістів, яких 6 грудня 1950 року окружний суд Фукусіми визнав винними в організації катастрофи, засудив до страти чотирьох.
Справа Мацукава викликала хвилю громадського протесту по всій Японії, до якої приєдналася велика кількість представників інтелігенції.
22 грудня 1953 року окружний суд Сендай переглянув вирок, визнавши трьох обвинувачених невинними; сімнадцять, четверо з яких були засуджені до смертної кари, як і раніше визнавалися винними; п'ятеро з них були засуджені до довічного ув'язнення, семеро до різних термінів каторжних робіт. Згодом вирок переглядався ще тричі Верховним судом: 10 серпня 1959, 8 серпня 1961 року і 12 вересня 1963 року.
Зрештою в вересні 1963 року всі обвинувачені по ньому були визнані невинними в результаті апеляції. 17 серпня 1964 саму справу було року кваліфіковано як ненавмисне вбивство, а в серпні 1970 року закрито, причому справжні обставини катастрофи так і не були встановлені. Згодом різні журналісти не раз заявляли про виявлення у даній справі листів від «справжнього злочинця», однак всі подібні аргументи виявлялися позбавленими реальної доказової бази. 12 травня 2010 року в Японії було створено спеціальну організацію для розслідування інциденту.
У сучасній Японії справу Мацукава вважають одним із найвідоміших прикладів судової помилки. У радянських джерелах справу іменувалося «антикомуністичною провокацією». Обставини цієї справи надихнули Юкіо Місіму на створення п'єси «Кото, що приносить радість».